# Francisco Nitsche
Francisco José Carlos Nitsche Compán (* 4. November 1930 in Santiago de Chile; † 23. Oktober 2018 ebenda) war ein chilenischer Fußballspieler. Der Torwart absolvierte sechs Länderspiele für Chile.

## Vereinskarriere
Francisco Nitsche begann mit dem Fußballspielen beim Instituto Nacional, bei dem häufig Stammtorwart Sergio Litvak spielte. Nitsche kam 1948 in die Jugend des Unión Española und debütierte 1951 im Profiteam. In seiner ersten Saison gewann Nitsche seine einzige Meisterschaft. Beim Klub spanischer Einwanderer spielte Nitsche 15 Jahre und wechselte 1966 zu Audax Italiano, bei dem er 1968 seine Karriere beendete.
2018 verstarb Nitsche im Alter von 87 Jahren und wurde auf dem Friedhof von Huechuraba beerdigt. Sein Großvater väterlicherseits ist deutscher Herkunft, seine Mutter kommt aus Andalusien.

## Nationalmannschaft
Francisco Nitsche wurde für den Campeonato Sudamericano 1956 in den Kader berufen, kam allerdings nicht zu seinem Länderspieldebüt. Beim Campeonato Sudamericano 1957 kam der Torwart nach der Streichung von Stammtorwart Misael Escuti zu seinem ersten Länderspieleinsatz. Chile verlor das letzte Gruppenspiel, das nach 43 Spielminuten wegen eines Platzsturms abgebrochen wurde, gegen Uruguay mit 0:2. Das Team von Trainer José Salerno beendete das Turnier mit einem Sieg, einem Unentschieden und vier Niederlagen auf dem vorletzten Platz.
Seine nächsten Einsätze für die  chilenische Nationalmannschaft hatte Nitsche 1965, als er bei der Copa del Pacífico 1965 gegen Uruguay, der Copa Carlos Dittborn 1965 gegen Argentinien und der Qualifikation zur Weltmeisterschaft 1966 das Tor hütete. Insgesamt absolvierte Nitsche sechs Länderspiele.

## Erfolge
Unión Española
- Chilenischer Meister: 1951